# Peter Shilton
Peter Leslie Shilton (sinh ngày 18 tháng 9 năm 1949), là một cựu cầu thủ bóng đá người Anh chơi ở vị trí thủ môn. Ông hiện đang nắm giữ kỷ lục về số lần khoác áo cho Đội tuyển Anh với 125 lần và đã giữ kỉ lục về số trận thi đấu chính thức – 1249 – cho đến khi bị vượt qua bởi Paul Bastock năm 2017. IFFHS xếp Shilton vào top 10 những thủ môn vĩ đại nhất thế kỷ 20 vào năm 2000.
Ông chơi cho 11 câu lạc bộ trong 30 năm sự nghiệp, giành được 2 danh hiệu Champions League và ra sân trong hơn 1300 trận đấu chính thức.Shilton đã cùng Anh tham dự Euro 1980, World Cup 1982, World Cup 1986, Euro 1988 và World Cup 1990. Ông có hơn 100 lần ra sân cho 5 câu lạc bộ khác nhau thi đấu ở giải quốc nội. Mãi cho tới năm 32 tuổi, Shilton mới ra mắt ở đấu trường World Cup, nhưng ông đã chơi tới 17 trận đấu thuộc vòng chung kết và cùng với Fabien Barthez giữ kỉ lục với 10 lần giữ sạch lưới.
Trong quãng thời gian tại Nottingham Forest, Shilton đã đạt nhiều thành tích, bao gồm danh hiệu Hạng Nhất (tiền thân Ngoại hạng Anh hiện nay), 2 Cúp C1, Siêu Cúp Châu Âu và League Cup.

## Sự nghiệp

### Giai đoạn đầu
Peter Shilton bắt đầu tập luyện ở lò đào tạo của Leicester City khi ông mới 13 tuổi. Tiềm năng của ông đã gây ấn tượng cho thủ môn đội một Gordon Banks.
Tháng năm 1966, Peter bấy giờ 16 tuổi và có lần ra sân đầu tiên cho Leicester trong trận đấu gặp Everton. Tài năng của ông sớm lọt vào mắt ban huấn luyện. Họ sau đó đã bán nhà vô địch Thế giới, Banks cho Stoke City và đặt niềm tin vào thần đồng của mình.  Shilton có được vị trí trong đội một, thậm chí ông còn ghi được một bàn thắng ở  The Dell trong trận gặp Southampton vào tháng năm 1967, trực tiếp từ một pha phát bóng. Trận ấy Leicester thắng 5-1.
Leicester có một mùa giải không thành công sau đó. Họ phải xuống hạng, tuy nhiên lại vào tới trận chung kết FA Cúp diễn ra ở Wembley và Shilton, bấy giờ 19 tuổi, đã trở thành một trong những thủ môn trẻ nhất chơi trận chung kết. Tuy nhiên bàn thắng sớm của Neil Young bên phía Manchester City đã đem về cho họ chiến thắng. Dẫu cho gặt hái được nhiều thành công sau này, Thất bại đó lại là lần duy nhất Shilton được thi đấu ở trận chung kết cúp FA.

### Khởi đầu cùng đội tuyển
Mặc dù thi đấu ở giải hạng dưới, Shilton đã gây ấn tượng cho huấn luyện viên đội tuyển Anh Alf Ramsey. Ông có trận đấu đầu tiên cho đội tuyển gặp Đông Đức tháng 11 năm 1970. Anh giành thắng lợi 3-1. Chưa tới sáu tháng sau, Leicester giành quyền lên chơi ở giải hạng Nhất.
Ông có lần thứ hai ra sân cho Tam Sư ở trận hòa không bàn thắng với Wales tại Wembley, và lần thứ ba ở trận hòa Thụy Sĩ 1-1 trong khuôn khổ vòng loại Euro 1972. Ở giai đoạn này, Gordon Banks vẫn là sự lựa chọn hàng đầu cho vị trí gác đền, trong khi những phương án dự phòng ở World Cup 1970 là Peter Bonetti và Alex Stepney đã bị gạt sang một bên bởi huấn luyện viên Ramsey. Do đó, Shilton được coi như thủ môn thứ hai của đội tuyển ở tuổi 22.
Cuộc sống tại Leicester diễn ra êm ả với sự thăng tiến ở đội tuyển của Shilton. Ông có lần thứ tư và thứ năm chơi cho tuyển Anh cuối năm 1972 (Anh không đủ điều kiện tham gia Euro 1972) trước khi một sự cố bi thảm hi hữu biến ông trở thành thủ môn số một của đội tuyển. Tháng mười 1972, Gordon Banks gặp phải một tai nạn xe hơi, thứ đã lấy đi một bên thị lực của ông dẫn đến việc phải kết thúc sự nghiệp.
Shilton trong mùa hè của năm 1973 có ba lần giữ sạch lưới trong chiến thắng của Anh trước Bắc Ireland, xứ Wales và Scotland. Với Scotland, Shilton đã có một pha cứu thua trước cú sút của Kenny Dalglish, mà sau này ông coi là pha cứu thua xuất sắc nhất của mình. Trận hòa trước Nam Tư là lần thứ mười Shilton thi đấu cho đội tuyển, trước khi có trận đấu quan trọng gặp Ba Lan ở Chorzów cho tấm vé tới World Cup. Tuy nhiên sau đó Tam Sư lại để thua 0-2. Sai lầm ở trận tái đấu trên sân Wembley của Shilton đã giúp Ba Lan giành thêm 1 chiến thắng trước người Anh với kết quả 2-1. Anh không vượt qua được vòng loại World Cup năm đó.

### Stoke City
Shilton gia nhập Stoke City trong tháng 11 năm 1974 với mức phí £325,000, một kỷ lục thế giới cho một thủ môn vào thời điểm đó.  Ông và Ray Clemence tiếp tục cạnh tranh cho vị trí số một ở đội tuyển. Tuy nhiên, Clemence dường như chiếm ưu thế hơn dưới triều đại của Don Revie khi có 8 trên 9 lần ra sân cùng đội tuyển trong năm 1975, mặc cho việc Anh không được dự Euro 1976. Shilton chơi 26 trận cho Stoke trong mùa giải 1974-75  khi mà họ lỡ mất chức vô địch. Ở mùa giải tiếp theo ông góp mặt trong mọi trận đấu của The Potters. Tuy nhiên, vào tháng 1 năm 1976, một cơn bão nghiêm trọng đã gây thiệt hại đáng kể cho Victoria Ground và để trả chi phí sửa chữa sân bóng, Stoke đã phải bán cầu thủ. Mùa hè của năm 1976, Manchester United đã đưa ra lời đề nghị cho Shilton. Stoke đã đồng ý với con số £275,000, nhưng MU từ chối mức lương mà thủ thành tuyển Anh yêu cầu, điều sẽ biến ông thành người hưởng lương cao nhất câu lạc bộ. Ông ở lại với Stoke trong 1976-77, và với đội hình trẻ thiếu kinh nghiệm, họ rớt xuống giải Hạng hai. Ông bị bán cho Nottingham Forest tháng 9 năm 1977.

### Nottingham Forest
Nottingham Forest đưa ra lời đề nghị £250,000 , và Shilton đến với họ một tháng trước khi mùa giải mới khởi tranh. Forest vừa thăng hạng và đang dần tiến bộ dưới sự chỉ đạo của huấn luyện viên Brian Clough. Họ vô địch League Cup trong trận đá lại với Liverpool, mặc dù Shilton không thi đấu, và sau đó lên ngôi ở giải quốc nội  ngay trong mùa đầu tiên trở lại. Shilton đã có một pha cứu thua không tưởng trong trận hòa 0-0 với Coventry City – một cú đánh đầu tầm gần tưởng chừng đã vào lưới của Mick Ferguson, bị Shilton trong tích tắc đẩy vọt xà. Trong 37 trận mùa giải năm ấy, Ông chỉ để lủng lưới 18 bàn.Shilton sau đó giành giải thưởng Cầu thủ xuất sắc nhất năm của PFA, với phiếu bầu từ các chuyên gia. Huấn luyện viên mới của đội tuyển Ron Greenwood, cũng đã cho ông ra sân nhiều ngang bằng với Clemence. 
Forest một lần nữa giành League Cup năm 1979 khi họ đánh bại Southampton 3-2 ở Wembley, trước khi thống trị Châu Âu với bàn thắng duy nhất của Trevor Francis hạ gục đại diện Thụy Điển Malmö trong trận chung kết C1 tại Munich.
Shilton sau đó là nhân tố quan trọng đứa đội tuyển Anh vượt qua vòng loại Euro 1980, giải đấu lớn đầu tiên sau một thập kỉ.
Trước khi tới Ý, Ông còn có một mùa giải đáng nhớ cùng Forest, khi vào tới trận chung kết League Cup thứ 3 liên tiếp. Tuy nhiên sai lầm của chính Shiton và hậu vệ David Needham đã tạo cơ hội để Andy Gray bên phía Wolverhampton Wanderers ghi bàn, đoạt danh hiệu từ tay họ.
Forest thêm một lần nữa lọt vào trận chung kết Cúp C1 năm 1980. Họ đã xuất sắc bảo vệ thành công ngôi vương trong trận chung kết với SV Hamburg tại Madrid. Cũng như một năm trước, trận đấu đã diễn ra căng thẳng và chỉ có một bàn thắng được ghi, lần này là của John Robertson. Trong số các cầu thủ Hamburg bại trận hôm đó, có sự hiện diện của Keegan, người đội trưởng của Shilton ở cấp độ quốc tế.
Shilton có trận đấu thứ 30 cho đội tuyển quốc gia ở chiến thắng 2-0 trước Tây Ban Nha trong tháng ba 1980; mãi cho tới kì Euro năm đó, ông mới có được lần thứ 31. Đó là trận thua 0-1 trước đội chủ nhà Ý. Đội tuyển Anh sau đó cũng không thể ghi tên vào vòng đấu loại trực tiếp
Cuộc sống trở nên khó khăn hơn với Shilton sau đó. Đam mê cờ bạc và nghiện rượu ngăn cản ông thi đấu với phong độ tốt nhất, dẫn tới sự rạn nứt trong quan hệ gia đình và phát sinh những lùm xùm ngoài sân cỏcũng như ảnh hưởng tới thành công của Forest. Tất cả đã tác động tới quyết định rời Nottingham Forest vào năm 1982 của Shilton.

### FIFA World Cup 1982 và Southampton
Giữa những rắc rối, World Cup 1982 là mục tiêu mà Peter Shilton tập trung vào. Ông đã chơi một nửa số trận thuộc vòng loại trước Na Uy, Thụy Sĩ, Rumani và Hungary. Ở trận đấu quyết định cuối cùng gặp Hungary, Tam sư đã có chiến thắng quan trọng 1-0, qua đó đưa họ tới một kì World Cup đầu tiên sau 12 năm, và là kì World Cup đầu tiên của Peter Shilton, ở tuổi 32.
Ray Clemence là người được chọn cho những trận đấu trước thềm, thế nhưng Shilton lại có cơ hội ra sân ở trận đấu đầu tiên vòng bảng gặp Pháp tại Bilbao. Anh giành thắng lợi 3-1 và ông có tên trong danh sách ra sân hai trận tiếp theo ở vòng bảng, cho tới cả hai trận thuộc vòng 2. Tuy nhiên họ lại không thể vào tới Bán kết năm ấy. 
Shilton rời Forest để tới với Southampton, nơi mà Keegan và Alan Ball đang đầu quân. Với sự dẫn dắt của Bobby Robson  ở đội tuyển, ông có quãng thời gian thành công khi chơi cả 10 trận đầu tiên dưới triều đại huấn luyện viên mới; ngoài ra còn mang băng đội trưởng vì sự vắng mặt của Bryan Robson và Ray Wilkins. Trận thắng 2-0 Scotland là lần ra sân thứ 50 của Shilton cho đội tuyển. 
Clemence trở lại vị trí gác đền ở trận đấu thuộc vòng loại Euro 1984 gặp Luxembourg. Tuy nhiên, trận đấu thứ 61 của ông cho đội tuyển quốc gia, không ai biết rằng lại là lần cuối. Câu chuyện về sau, là của Shilton và Tam sư.
Anh thất bại trong việc giành vé tới Pháp mùa hè 1984, trong khi đó tại Southampton, Shilton nhận thất bại ở trận bán kết FA cúp gặp Everton. Tuy nhiên giờ đây, vị trí số một tại đội tuyển là của ông, và điều đó sẽ kéo dài tới ngày ông từ giã thi đấu quốc tế; khi mà gần một nửa số trận khoác áo tuyển Anh của ông diễn ra sau tuổi 35. Shilton tiếp tục là người gác đền số một cho chiến dịch vòng loại World Cup 1986, với 3 chiến thắng mà không thủng lưới bàn nào. 
Lần ra sân thứ 70 trong màu áo quốc gia của ông là chiến thắng 1-0 trước Scotland tại Hampden Park.; ông sau đó đánh bại Andreas Brehme trên chấm 11 mét trong chiến thắng 3-0 gặp Tây Đức.
Anh vượt qua vòng loại World Cup với thành tích bất bại. Trước khi đến với Mexico 86, Shilton giờ đây đã có 80 trận đấu cho tuyển quốc gia, vượt xa con số 73 của Gordon Banks.

### FIFA World Cup 1986 và "bàn tay của Chúa"
Tuyển Anh khởi đầu chậm chạp tại giải đấu, khi để thua Bồ Đào Nha trong trận đầu, rồi sau đó để đội chiếu dưới Morocco cầm hòa. Shilton đã đeo tấm băng đội trưởng trong trận đấu quyết định với Ba Lan. Họ đã đi tiếp, với cú hat-trick của Gary Lineker.
Trận đấu tiếp theo, Anh đối đầu với Paraguay. Ngoài việc Shilton phải cứu thua trong một tình huống ở hiệp một, cục diện hoàn toàn thuộc về người Anh, với hai bàn của Lineker và một bàn của Peter Beardsley. Vòng Tứ kết, họ sẽ gặp Argentina, trận đấu đóng vai trò quan trọng trong sự nghiệp của Peter Shilton về sau này.
Người thủ lĩnh của đội bóng Nam Mỹ, Diego Maradona là cầu thủ xuất sắc nhất của giải đấu năm ấy. Thế nhưng sự chắc chắn của đội Anh đã gây khó cho ông trong suốt hiệp một, mãi khi bước sang đầu hiệp hai.
Maradona phát động một cuộc tấn công từ phía biên. Sau đó bóng được treo vào khung thành của đội tuyển Anh. Maradona sau đường chuyền phát động, tiếp tục chạy theo đợt tấn công, lúc này đối đầu trực tiếp trên không với Peter Shilton để giành lấy bóng. Thế nhưng bóng lại rơi vào lưới, một điều khó tin với người có chiều cao như Diego. Shilton và đồng đội ra hiệu cho trọng tài về việc đối thủ dùng tay chơi bóng, thế nhưng trọng tài người Tunisia Ali Bin Nasser vẫn chấp nhận pha ghi bàn: Một tình huống chơi bóng bằng tay lộ liễu.
Ngay sau bàn thắng gây tranh cãi, Maradona lại thêm một lần nữa làm nên lịch sử với "bàn thắng thế kỷ ", ông rê bóng qua cả đội hình của tuyển Anh, và cả Shilton, để ghi bàn. Bàn thắng rút ngắn tỉ số sau đó của Lineker là không đủ để Tam sư đi tiếp.

### Euro 88
Ông tiếp tục chơi cho đội tuyển, giúp Anh xuất sắc vượt qua vòng loại Euro 1988 tổ chức tại Tây Đức.
Shilton có lần ra sân thứ 90 cho tuyển Anh trong chiến thắng 2-0 trước Bắc Ireland ở vòng loại.
Trong trận đấu thứ 99 của ông, Anh nhận thất bại 0-1 trước Cộng hòa Ireland khi mà ông bị đánh bại bởi cú đánh đầu của Ray Houghton. Trận đấu thứ 100 cho Tam Sư của Shilton là cuộc đối đầu với Hà Lan. Cú hat-trick của Marco Van Basten trong hiệp hai đã loại Anh khỏi giải đấu. Robson đã loại Shilton khỏi đội hình xuất phát cho trận đấu cuối vòng bảng trong một trận đấu không còn nhiều ý nghĩa. Tuy nhiên, Anh vẫn để thua 1-3.
Shilton chơi trọn vẹn mọi trận đấu của đội tuyển trong 18 tháng sau đó, chỉ trừ duy nhất một trận. Đó là màn chào sân của David Seaman đang thuộc biên chế Queens Park Rangers

### Derby County và Italia '90
Tháng 6 1989, Shilton vượt qua kỉ lục 108 lần khoác áo đội tuyển của Bobby Moore khi ông có lần 109 thi đấu cho Tam sư trong một trận giao hữu với Đan Mạch. Trước trận đấu, ông đã được trao tặng một chiếc áo với số '109' sau lưng. Lúc bấy giờ, ông đã có ba trận giữ sạch lưới cho đội tuyển trong chiến dịch vòng loại tới Ý năm 90.
1989 cũng là một năm thành công tại câu lạc bộ với Shilton. Ông cùng với Mark Wright, Dean Saunders và Ted McMinn giúp Derby cán địch ở vị trí thứ năm, tuy nhiên họ không được dự Cup Châu Âu vì lệnh cấm của UEFA sau thảm họa Heysel.
Lần ra sân thứ 119 của ông cho quốc gia là trận đầu vòng bảng gặp Cộng hòa Ireland. Anh sau đó đã vượt qua Bỉ ở vòng 2, đánh bại Cameroon ở Tứ kết trước khi chịu thua nhà vô địch sau đó Tây Đức ở Bán kết. 
Shilton được chọn cho trận tranh hạng ba với nước chủ nhà Ý, lần ra sân thứ 125 của ông, và cũng là lần cuối. Trong 125 lần khoác áo đội tuyển quốc gia, ông có 15 lần ra sân với chiếc băng đội trưởng. Lần ra sân cuối cùng của Shilton chỉ diễn ra 4 tháng trước ngày kỉ niệm 20 năm thi đấu quốc tế của ông. Trong cả sự nghiệp với đội tuyển Anh, ông chưa từng phải nhận thẻ phạt
Mặc cho việc từ giã đội tuyển, ông tới thi đấu cho Derby Country một thời gian ngắn trước khi giải nghệ.

### Sự nghiệp Huấn luyện
Derby phải xuống hạng vào năm 1991, điều này buộc Shilton phải suy nghĩ về tương lai của mình. Bấy giờ, ông đã 42 tuổi và sẵn sàng để trở thành một huấn luyện viên bóng đá. Tuy nhiên, đầu năm 1991, ông lại từ chối lời mời từ Hull City vì lí do địa lý. 
Ông quyết định rời Derby Country trong tháng hai 1992, bằng việc quyết định trở thành một cầu thủ kiêm huấn luyện viên của Plymouth Argyle. Nỗ lực của ông không thể cứu đội bóng hạng 2 khỏi việc xuống hạng.
Vào năm 1994, ông hoàn toàn tập trung vào công tác quản lý và giúp Plymouth bước vào loạt trận Play-off, thế nhưng họ lại để thua trước Burnley. Tháng giêng 1994, Shilton được liên hệ bởi Southampton cho vị trí huấn luyện sau sự ra đi của Ian Branfoot, nhưng sau đó Alan Ball là người được chọn.
Tháng sau đó, cùng với sự xuống hạng của Plymouth, ông rời đi và thông báo về ý định thi đấu trở lại. Lúc bấy giờ Shilton đã 45 tuổi.
Ông gia nhập Wimbledon đang chơi tại Premier League, dự bị cho thủ thành Hans Segers, nhưng không chơi bất kì trận nào. Shilton sau đó kí hợp đồng với Bolton Wanderers và xuất hiện trong một vài trận đấu. Ông sau đó lại thi đấu cho Coventry City, trước khi chuyển tới West Ham United; ở cả hai điểm đến, ông đều không ra sân.

### 1.000 trận và hơn nữa
Trận đấu thứ 1000 của ông đến vào ngày 22 tháng 12 năm 1996, khi đang thi đấu cho Leyton Orient, trong trận gặp Brighton & Hove Albion. Tới cuối mùa giải 1996-97, ông có thêm 5 lần ra sân, kết thúc sự nghiệp với tổng cộng 1005 trận đấu. Tại thời điểm giải nghệ, Shilton là cầu thủ cao tuổi thứ 5 từng chơi bóng tại giải đấu cao nhất nước Anh

### Sau khi giải nghệ
Shilton hồi phục sau những khó khăn tài chính gây ra bởi làm ăn thua lỗ và cờ bạc,trở thành một phát ngôn viên. Ông cũng xuất hiện trong Classic XIs của FIFA 10, FIFA 11, FIFA 12, và trong Classic England của Pro Evolution Soccer (2002-2009).
Ông tham gia vào Series Strictly Come Dancing của BBC năm 2010 . Peter giờ đây phần nào thành công với công việc cùng người vợ Steph Shilton.

## Phong cách thi đấu
Ông được công nhận rộng rãi là thủ thành xuất sắc nhất trong giai đoạn còn thi đấu, và là một trong những thủ thành xuất sắc nhất của nền bóng đá Anh quốc. Peter Shilton nổi tiếng với khả năng bắt bóng, chọn vị trí, bình tĩnh, tập trung và kiên định cũng như khả năng lãnh đạo và giao tiếp với đồng đội, tổ chức phòng ngự.

## Thống kê

### Câu lạc bộ
Nguồn:

### Quốc tế
Nguồn:
| Đội tuyển quốc gia | Năm   | Ra sân | Bàn thắng |
| ------------------ | ----- | ------ | --------- |
| England            | 1970  | 1      | 0         |
| England            | 1971  | 2      | 0         |
| England            | 1972  | 2      | 0         |
| England            | 1973  | 11     | 0         |
| England            | 1974  | 4      | 0         |
| England            | 1975  | 1      | 0         |
| England            | 1977  | 2      | 0         |
| England            | 1978  | 3      | 0         |
| England            | 1979, | 3      | 0         |
| England            | 1980  | 4      | 0         |
| England            | 1981  | 2      | 0         |
| England            | 1982  | 10     | 0         |
| England            | 1983  | 10     | 0         |
| England            | 1984  | 11     | 0         |
| England            | 1985  | 9      | 0         |
| England            | 1986  | 13     | 0         |
| England            | 1987  | 6      | 0         |
| England            | 1988  | 8      | 0         |
| England            | 1989  | 11     | 0         |
| England            | 1990  | 12     | 0         |
| Tổng               | Tổng  | 125    | 0         |

## Danh hiệu
Leicester City
- Second Division: 1970-71
- Siêu Cúp Anh: 1971

Nottingham Forest
- First Division: 1977–78
- First Division á quân: 1978–79
- League Cup: 1978–79
- FA Charity Shield: 1978
- European Cup: 1978–79, 1979–80
- European Super Cup: 1979

Đội tuyển Anh
- World Cup 1990 : Hạng 4

### Cá nhân
- PFA Team of the Year: 1974-75, 1977-78, 1978-79, 1979-80, 1980-81, 1981-82, 1982-83, 1983-84, 1984-85, 1985-86
- Đội của thế kỉ (1977-1996): 2007[31]
- Cầu Thủ của Năm: 1977-78[32]
- Nottingham Forest Cầu thủ của Năm: 1981-82
- Cầu thủ Southampton F. C. của mùa giải: 1984-85, 1985-86
- FWA Cống giải Thưởng: năm 1991
- Ngôi đền của những huyền thoại bóng đá Anh: Được đưa vào năm 2002